# Карл Баркс
Карл Баркс (27. март 1901 — 25. август 2000) је био илустратор за Дизни компанију, аутор многих стрипова и многих Дизни карактера, као што су Баја Патак (1947), Булдози (1951), Прока Проналазач (1952), Мага Врачевић (1961) и други. Консистентни квалитет његовог рада, креативност и изузетна прецизност надинули су му многе надимке, изеђу осталог и „Ханс Кристијан Андерсен стрипа”.
Баркс је почео да ради за Дизни Студио 1935. као сезонска замена, а касније је радио и у тиму неколико цртаних филмова. Поседовао је изузетно умеће и цртања и сликања, дизајнирао је многе иконичне корице стрип издања и књига.
Баркс је почео цртати Дизни стрипове 1942. године а ускоро постаје један од најуспешнијих дизнијевих стрип цратача. Бају, Пајиног популарног богатог ујака Баркс је створио у стрипу "Божић на Медвеђој планини" (енгл. Christmas on Bear Mountain) 1947. године, а због популарности ускоро, уз Пајину, добија и властиту стрип серију.